# Cruzamento do Rio Paraná
O Cruzamento do Rio Paraná foi um evento militar da Guerra do Prata onde as tropas do Exército Grande de Justo José de Urquiza a borde de navios brasileiros sob o comando do almirante John Pascoe Grenfell cruzou o rio Paraná entre 1851 e 1852.

## O cruzamento
Entre o dia 24 de dezembro de 1851 e o 6 de janeiro de 1852, o Exército Grande atravessou o rio Paraná, em um vasto desdobramento militar, entrando no território da província de Santa Fé. As tropas de infantaria e o equipamento de artilharia cruzaram-se Navios militares brasileiros e a cavalaria cruzava o rio a nado.
Ao saber do cruzamento do Exército Grande em direção à província de Santa Fé, seu governador, o general Echagüe, deixou consulares na capital provincial, foi ao sul para reunir elementos para enfrentar o exército invasor e contatar o brigadeiro Ángel Pacheco, que tinha uma divisão em San Nicolás de los Arroyos. Mas as tropas de Santa Fé se levantaram; Em 23 de dezembro, uma revolução anti-rosista estourou em Santa Fé que, com o apoio das milícias civis e da ajuda das tropas vindas do Paraná, triunfou e escolheu Domingo Crespo como governador provisório. Dos dias seguintes, as milícias rosarinas de Mansilla, comandadas pelo comandante José Agustín Fernández, se revoltaram e se uniram a Urquiza, no dia 25 de dezembro, surgiu outra revolução anti-rosista em Rosario. Com os poucos assentos restantes, Echagüe, Pacheco e Mansilla tiveram que se retirar para o sul.
A província de Santa Fé foi tomada de forma relativamente pacifica. Ali, o general Urquiza encontrou-se enormemente com a população e com o novo governador em El Espinillo (localização atual de Capitán Bermúdez). Desembarcou os materiais de guerra no porto de Rosario, e contou com as milícias de Santa Fe, que se juntaram ao Exército Grande em número de piscinas de acampamento aliadas aos 2.000 homens de Espinillo. Juan Pablo López (irmão do caudilho falecido e governador de santafesino Estanislao López) comandou os Santafesinos unidos ao Grande Exército. 

## Consequências
A adesão de Santa Fé significou uma dura derrota para o governo de Juan Manuel de Rosas, já que com isto a vitória aliada estava mais próxima, além disso, o cruzamento do rio Paraná, em um dos maiores feitos bélicos de toda a guerra, assinalou a inevitável vitória do Exército Grande.